# Family Circle Cup 2012
Family Circle Cup 2012 var en professionel tennisturnering for kvinder, som blev spillet på grus. Det var den 40. udgave af turnerungen, som var en del af WTA Tour 2012. Turneringen blev afviklet i  Daniel Island, Charleston, South Carolina. Turneringen blev afviklet fra 31. marts til den 8. april, 2012.

## Finalerne

### Damesingle
Uddybende artikel:Family Circle Cup 2012 (damesingle)
- Serena Williams def.  Lucie Šafářová 6–0, 6–1.
- Det var Serena's titelsejr nr. 40.

### Damedouble
Uddybende artikel:Family Circle Cup 2012 (damedouble)
- Anastasia Pavlyuchenkova /  Lucie Šafářová def.  Anabel Medina Garrigues /  Yaroslava Shvedova, 5–7, 6–4, [10–6]